# Álex Pastor (deportista)
Alex Pastor (Málaga, 19 de noviembre de 1989) es un deportista español de kitesurf.

## Biografía
Alex Pastor es un deportista español nacido en Málaga. Cuando tenía ocho años se inició en el mundo del windsurf como hobby de la mano de su padre y su hermano. En 2003, la curiosidad le llevó a tomar algunas clases de kitesurf, comprar equipación y un año más tarde, en Tarifa, comenzó a practicar diariamente esta modalidad deportiva. Gracias a sus impresionantes progresos consiguió rápidamente patrocinadores y se instaló en la ciudad gaditana,’Meca’ del kitesurf en Europa, para poder dedicarse profesionalmente al kite. Ese mismo año se inició en los circuitos competitivos en la modalidad de Freestyle y ganó su primer torneo.
En 2006 entró en la PKRA y logró posicionarse en el puesto 13 de este ranking mundial. Al año siguiente, y tras un breve parón en el que completó sus estudios, se incorporó al circuito de la competición y consiguió ser subcampeón en Brasil, superando al entonces campeón del mundo Aaron Hadlow. Desde entonces, Alex ha estado en una constante progresión ascendente dentro del ranking: 5º en 2008, 4º en 2009, Subcampeón del Mundo en 2010. Actualmente se está luchando para conseguir el título mundial este año. 
Alex ha desarrollado un estilo propio a través de los años, adaptando su técnica a la competencia con la que se enfrenta. Pese a su carácter tranquilo, en el agua se muestra como un ‘rider’ atrevido y seguro que, junto a otros jóvenes pilotos como Gisela Pulido, Alberto Rondina, Youri Zoon o Álvaro Onieva, están revolucionando este deporte en alza.

## Palmarés
- 2006. Primeras pruebas del PKRA. Decimotercer puesto en Tarifa, Cabarete y Fuerteventura.

- 2007. Vuelve a competir en algunas pruebas del PKRA, haciendo ‘top-ten’ en Cabarete (9º), Fuerteventura (3º) y Brasil (2º).

1º Aaron Hadlow (RU)	
2º Youri Zoon (HOL)		
3º Kevin Langeree (HOL)
4º César Portas (ESP)		
5º Álvaro Onieva (ESP)	
- 2008. Primer año completo en el world tour. Hace ‘top ten’ en todas las pruebas y acaba 5º en el ranking mundial.

1º Aaron Hadlow (RU)	
2º Kevin Langeree (HOL)
3º Álvaro Onieva (ESP)	
4º Mikael Blomvall (SUE)	
5º Álex Pastor (ESP)		
- 2009. Gana el Teri Kite Pro (primera victoria en el circuito mundial) y acaba cuarto en el ranking.

1º Kevin Langeree (HOL)	
2º Youri Zoon (HOL)	
3º Aaron Hadlow (RU)	
4º Álex Pastor (ESP)	
5º Andy Yates (AUS)	
- 2010. Una victoria (St. Peter Ording), un segundo puesto (Hua Hin) y dos terceros puestos (Mondial du Vent y Fuerteventura). Acabó segundo en la general por detrás del australiano Andy Yates.

1º Andy Yates (AUS)		
2º Álex Pastor (ESP)		
3º Youri Zoon (HOL)		
4º Kevin Langeree (HOL)	
5º Alberto Rondina (ITA)	
- 2011. Un cuarto puesto, un tercero, cuatro segundos puestos y una victoria en la última prueba del año (Nissan Noumea Kitesurf Pro).

1º Youri Zoon (HOL)		
2º Álex Pastor (ESP)		
3º Marc Jacobs (NZL)		
4º Alberto Rondina (ITA)	
5º Tom Herbert (FRA)		
- 2012. Van disputadas cuatro pruebas, de las que Álex Pastor ha ganado dos (Mondial du Vent y Holanda) y quedado segundo en otra. Lidera el ranking:

RANKING 2012 (tras 4 pruebas de 8)
- 1º ÁLEX PASTOR (ESP)
- 2º YOURI ZOON (HOL)
- 3º ALBERTO RONDINA (ITA)
- 4º KEVIN LANGEREE (HOL)
- 5º MARC JACOBS (NZL)

Finalmente en 2012 el título se lo lleva Youri Zoon
Pero es en 2013 cuando culmina un magnífico año, conquista casi todos los eventos del PKRA y consigue alzarse con el título de campeón del mundo. El primer español hombre en conseguirlo